# Keraudrenia
Keraudrenia  es un género de fanerógamas con 18 especies perteneciente a la familia  Malvaceae. 

## Especies seleccionadas
| - Keraudrenia adenolasia - Keraudrenia anodonta - Keraudrenia collina - Keraudrenia corollata - Keraudrenia exastia - Keraudrenia hermanniaefolia - Keraudrenia hermanniifolia - Keraudrenia hillii - Keraudrenia hookeri | - Keraudrenia hookeriana - Keraudrenia integrifolia - Keraudrenia katatona - Keraudrenia lanceolata - Keraudrenia macrantha - Keraudrenia microphylla - Keraudrenia monocarpa - Keraudrenia nephrosperma - Keraudrenia velutina |